# Vampyrella lateritia
Vampyrella lateritia, die Ziegelrote Vampiramöbe, ist eine im Süßwasser lebende schalenlose Amöbe aus der Familie Vampyrellidae, Stamm Cercozoa.

## Merkmale
Die Amöbe ist kugelig mit einem Durchmesser von 30 bis 40 Mikrometer. Sie besitzt zahlreiche fadenförmige Pseudopodien und ähnelt dadurch einem Sonnentierchen. Sie kann sich aber anders als diese mit Hilfe von ebenfalls vorhandenen, lappigen Pseudopodien amöboid bewegen. Im Endoplasma befinden sich kontraktile Vakuolen, zahlreiche Zellkerne und orangerot gefärbte Körnchen.

## Vorkommen und Ernährung
Die Art kommt in allen Gewässern vor, in denen auch Fadenalgen vorkommen. Sie bohrt Löcher in deren Zellmembranen und saugt den Zellinhalt aus.

## Belege
- Heinz Streble, Dieter Krauter: Das Leben im Wassertropfen. Mikroflora und Mikrofauna des Süßwassers. Ein Bestimmungsbuch. 10. Auflage. Kosmos, Stuttgart 2006, ISBN 3-440-10807-4, S. 226.